# ميسون حنا
ميسون سليمان جريس حنا، كاتبة أردنية. ولدت في 27 أيلول (سبتمبر) 1955.
تخرجت من مدرسة الزرقاء الثانوية للبنات عام 1974 وحصلت على بكالوريوس في الطب من جامعة أوكرانيا عام 1982. عملت ميسون حنا طبيبةً في وزارة الصحة في الزرقاء منذ عام 1991.
فازت بجائزة أفضل مسرحية محلية في مهرجان عمون للدراما الشبابية عام 2001 عن «عازف الناي». وهي عضوة في رابطة الكتّاب الأردنيين، ونادي أسرة القلم الثقافي بالزرقاء.

## أعمالها
- «شبّاك الحلوة»، نص مسرحي، دار جاد، عمّان، 1987.
- «كاهن المعبد»، نص مسرحي، دار جاد، عمّان، 1990.
- «مقتل شهرزاد»، نص مسرحي، دار الكرمل، عمّان، 1991. مُثِّلت في مسرح جامعة اليرموك سنة 1995.
- «الشحاذ حاكماً، وعازف الناي»، مسرحيتان، مطبعة العين، الزرقاء، 1993. مُثِّلت «الشحاذ حاكماً» في مهرجان مسرح الشباب الأردني الثاني سنة 1993. ومُثِّلت «عازف الناي» في مهرجان عمون للمسرح الشباب سنة 2001.
- «مدينة الرهان»، نص مسرحي، نادي أسرة القلم، الزرقاء، 1998.
- «حكاية توت ومسرحيات أخرى»، مسرح، المؤسسة العربية للدراسات والنشر، بيروت، 2002. مُثِّلت «حكاية توت» في مهرجان عمون للمسرح الشباب سنة 2002.